# 内閣総理大臣 織田信長
『内閣総理大臣 織田信長』（ないかくそうりだいじん おだのぶなが）は、志野靖史による漫画作品。白泉社刊行『ヤングアニマル』に1994年No.10から1997年No.19まで連載された。全91話。単行本全8巻。

## 概要
混迷続く日本に412年ぶりに成立した織田政権。非常に高い支持率と共に政権をスタートさせ、その持ち前の型破りな行動で日本中を混乱(?)に陥れる。
歴史上語られている「改革者」織田信長の人となりを基にした社会風刺ネタを痛快に展開しつつも、しばしば真面目な問題提起もなされる。また、歴史マニアの好むネタが各所に散りばめられている。

## 主な登場人物
織田信長
本作の主人公。内閣総理大臣。新党のぶなが党首。愛知県選挙区。
子供のように純粋で常識に囚われず、物事を根本から考え直す発想力と、だだっ子のような実行力を併せ持つ。（おそらくは）平和主義者。国内外の諸問題に対し常識外れの政策を打ち出し、その大半は（当初の目論見とはいささか異なる形で）成果を上げている。しばしば、無謀な行動を取って肉体的な窮地に陥り、秀吉らに救出される。
突拍子もない政策を打ち出してばかりいるが、総選挙ではテレビの開票速報ですぐに当確（わずか40秒）が付くなど、選挙区での人気は絶大である。
当初は外来語を無理して言っていた（「すぽぉつまんでござる」etc.）が、段々現代に馴染んで来て、最終的には自身を「天下のオールジャパンの覇者の織田」と言うまでになった。
現代人とは段違いの体力の持ち主であり、大相撲の千秋楽ではあけのぼ（モデルは曙太郎）がふらつく程の重さの祝杯を軽々と抱えていたり、常人なら即死するほどの感電をしても軽傷ですんでいる。また、ニューヨークでは街頭の女性歌手に絡んでいたチンピラを踵落としと日本刀による脅しで撃退するなど、一国の宰相とは思えない身のこなしを見せていた。容姿にもかなりの自信があり、日々のファンデーションを欠かさずしており、女装すると美人の誉れ高い妹のお市そっくりになる。
『信長の野望』らしきシミュレーションゲーム（タイトルは『信長の大望』）をプレイしている。
羽柴秀吉
大蔵大臣、外務大臣、通産大臣、科学技術庁長官、運輸大臣、他2つの大臣職を兼任。大阪府選挙区。
信長の右腕で、可能な限り彼の意に沿おうと努力するが、異常事態の収拾に走り回らされることも多い。現代にタイムスリップしたとされる連載中では一番武将らしくない外見が特徴で、髪型も現代風のリーゼントスタイルの上、スリーポイント仕様のメガネをかけている。解散後の選挙では「阪神タイガースの10連覇!!!」を公約にして当選した。
徳川家康
農林水産大臣、新党のぶなが幹事長。静岡県選挙区。別名を「ミスター農林」。新党のぶなが徳川派会長。信長とは幼少時からの盟友。
非常に保守的な上に臆病な性格。また徹底した農本主義者で、内閣予算案で国家予算の3分の1（約20兆円）を農業振興費に充てるプランも出したほど。鈍重そうな外見に似合わず運動能力は非常に優れているが、太り過ぎを気にしてダイエットに励む一面もある。
信長から贈られた東京事務所ビルを、事務所を置いた1階以外はテナント経営に出しており、金銭感覚に優れた面もある。その一方、自衛隊の拡張には否定的であり「兵器がなくても国は滅びないのだが、鍬や鋤がなくなると国は滅ぶのだ」という持論を持っている。
実際の家康の出身地は愛知県三河地方だが、本作では静岡県出身として扱われており、本籍地も静岡市だった。
柴田勝家
防衛庁長官。福井県選挙区。
信長に対する信義は厚いが、ミスが多い。お市との結婚を信長に反対され、秀吉の協力を得て昭和基地まで駆け落ちし、ようやく認められた。1582年からタイムスリップしたと考えたら、齢60歳の還暦ではあるが見た目はかなり若々しい。
森蘭丸
内閣官房長官。秀吉とコンビで行動していることが多い。京都府選挙区。
若さゆえ生真面目で融通の利かないところもあり、ODAに対する信長との意見の違いから辞表を提出しようとしたが、秀吉に慰留された。なお、1582年からタイムスリップしたと考えると、蘭丸の享年からいって被選挙権どころか選挙権すらない。
お市
信長の妹。私人だが、信長の執務室にもよく出入りしている。
気が強く、よく信長を諌めているが、結局は似たもの兄妹であり、味覚や発想、顔の骨格は信長と似通っている。女性閣僚を欠いた織田政権に、女性（特に若年主婦層）の観点を取り入れる役目を果たしている。
千利休
衆議院議長。大阪府選挙区。日本を訪問する外国の要人たちに茶の湯を振る舞っている。
冷静に信長を諌める役回りだが、重要文化財の「初花」をトロフィーに改造したり、内閣不信任決議を野党選出の副議長に丸投げするなどの行動も見られる。
本多忠勝
織田内閣の閣僚（役職不明）で、新党のぶなが徳川派所属。
家康の側近で徳川家臣のまとめ役をしている。家康と行動を共にすることが多いため、主従共々信長の言動に振り回されている。
ビル・クリリントン
アメリカ合衆国大統領。物語上、信長のライバルに近い位置を占めている。
偵察衛星を使って信長を脅迫し逆に脅迫し返されたり、グランド・キャニオンに信長の顔を彫刻されたりと振り回されている。
モデルはビル・クリントン。
ボリス・リエツィン
ロシア連邦大統領。クリリントン同様に、信長に振り回されている。
泥酔しながら部下に「酔っ払ってるんじゃないかお前」と言ったり、信長の策にはまり核兵器廃絶文書に署名するなど間の抜けた面が多い。
モデルはボリス・エリツィン。
この他に前田利家・丹羽長秀・羽柴秀長・黒田如水・ねねが登場しており、更に中曽根康弘・小沢一郎・村山富市などの実在する政治家も多数登場している。

## 織田内閣の政策
でっちあげゴシップのリーク
織田政権が発足してから、信長に対する批判的な新聞・雑誌の記事に怒る信長に、閣僚たちは居酒屋で機嫌を直すべく秀吉の「ゴシップには、ゴシップだ」というアイディアで、新聞社に自分たちを自虐したゴシップ（羽柴秀吉大臣・ニホンザル説濃厚、森官房長官・年齢詐称、柴田大臣・ハンセンと蔵前決戦、徳川幹事長・天麩羅で食中毒）を送りつけ、新聞社はそれらを一面に載せるが、信長は「ワシを差し置いて一面を飾るとはけしからん!」と結局効果はなかった。唯一信長が関わっていない政策。
雨乞い巡業
この年は猛暑で雨が降らない日が続いていた全国だが、信長が怒ると突然雨が降る（桶狭間の戦いも雨だった）という事から、信長を全国に派遣して閣僚たちが信長を怒らせて、派遣先に雨を降らせるという政策。途中から怒らせ方がマンネリ化してしまい「もう、アホらしくて怒る気にもなれん」とボヤくようになり、小雨しか降らなくなった。
MHK（作中の公共放送）に第3の放送局開始
MHK の総合・教育の他に「MHKちょんまげ」という時代劇専門チャンネルを作り、自ら「華の織田信長」という大河ドラマに出演。これに秀吉は「私情絡みも甚だしい」と呆れ果て、官邸に届けられた「MHKちょんまげ」の視聴者の手紙を「抗議文章」と読まずに否定したりしたが、老人の視聴者からの意外な大反響に秀吉は「殿の考えを判らず否定して、私が愚かでした」と反省する。だが、信長の本心は不明で「単に自分の大河ドラマを自分で作りたかっただけかもしれない」と言われている。
織田総理自ら競馬に出走
自称「馬を見る天才」の信長を信じ、信長の競馬予想に乗った人間の馬券は壊滅状態で大規模デモが起こる騒ぎに。自ら騎手としてレースに出場し、国家予算を自分の馬に賭けた配当金で賠償金の補填を行おうとするが、信長の誇る戦国武将の乗馬テクニックは、現代騎乗技術の前に見事に惨敗。しかしながら、「殿に驕りが見えた」と、別の馬に賭けていた秀吉の機転で賠償金問題は解決される。
ちなみに、信長が推奨した「サクシャテンテコマイ」という馬は、現実には命名できない。
高校視察
「総理が来るならば」と校長らが視察当日に体育祭を開催し信長はノリノリで参加するが、大学受験に明け暮れ全く乗り気でない高校生を見て、信長は騎馬戦をの際に「ワシのカブトを奪ったら、どこの大学でも首相推薦で入れてやる」と豪語し、高校生と本気の勝負をして完勝する。その後、虚しく帰る高校生を見て「あの物達はどう言う道を歩むのであろうか?」と危惧する。
翌日、文部省の高等学校担当の官僚を全員集め、授業内容を書いたフリップを見せ「これじゃあ、テニーズ（モデルはデニーズ）のメニューより多いではないか!」と一喝。信長は自身の首相在籍時1年毎に、1つの教科を削除する事を豪語する。
ニセ札製造
日本国の財政赤字の現状を知った信長は返済不可能と断じ、周囲の反対を押し切り、国家として破産宣告する事を思いつくが、お市の「見損なった」という言葉で思い留まる。
結局取った手段は「一枚の札を剥いで二枚にする」というニセ札作りであった。
名古屋ドラサンズの監督就任
万年Bクラスのドラサンズ（モデルは中日ドラゴンズ）の監督に就任し、火縄銃の弾をバッティングするという大胆な練習方法を取り入れ打線は爆発するものの、火縄銃を相手にしているせいもあり、スローボールには全く対処できず、結果はBクラスのまま。しかしながら選手査定を細かく打ち出し、星野仙一に「成績はともかく、去り際は名将」と言わしめた。
核兵器廃絶
1995年リヨンサミットにて「核兵器廃絶のためにサミット参加国が協力する」とした外交文書の条文を隠し、「思い出のアルバム」と偽り各国首脳にサインをさせる。更に、名作アニメを見せて拍手喝采のシーンを盗撮し、アテレコと編集で「信長の核兵器廃絶の提案を各国首脳が受け入れた」映像を捏造。それらを国連に提出し、「核兵器廃絶がサミットで採択された」とでっち上げ報告を行う。この時、酔っていたため記憶があやふやだったリエツィンが「この事に関しては否定も肯定もしない」と言った事、国際世論がこの採択を歓迎した事から、結果としてクリリントンがこの外交文書の存在を認める事になる。
紙幣改正
2回行われ、最初は千円札に秀吉、5千円札に利休、1万円札に家康の肖像画を載せ、自身は1千万円札の肖像画に載るが、1千万円札の流通度があまりにも低いために、見た人間がほとんどいないまま廃止された。それに懲りた信長は、今度は47都道府県の1万円札を地域毎に投票で設定するとし、これを「地方分権の象徴」と言ったものの、実際は大阪府の秀吉と東京都の家康の紙幣に信長が図々しく写って、自身の地元の愛知県の1万円札の肖像権を確保し、東京・愛知・大阪の3都府県の1万円札ジャックを狙っていた。
しかし、愛知県の紙幣はさわやかイチーロ（モデルはイチロー）になってしまい、これをニュースで見ていた信長は「国民はケーハクだぁ〜」と悔し泣きをする有様だった。その後、イチーロ側から「織田総理と握手するイチーロ」図案でもいいと申し込まれたが、信長は「その気遣いがよけいムネをせめる」と言っていた。
ちなみに鹿児島県の紙幣は西郷隆盛が圧勝。青森県の紙幣は太宰治、高知県の紙幣は坂本龍馬が辛うじて吉田茂を破った上、千葉県は長嶋茂雄が（当確はしていないものの）テレビの中継で優勢だった。
年齢自由化
実際の年齢の10分の1の年齢を増減できる法案。「老け方には個人差があるのに皆同じだけ年をとるのは不公平」と信長が考案した。閣僚たちからは「私情丸出し」と不評だったが、定年による引退を避けたい議員たちの賛成多数により成立する。
法案が通過するやいなや落合博満らしき野球選手が松井秀喜らしき野球選手に「よぅゴジ。よく考えたら俺まだ38歳だったよ」と言ったり、定年退職した人が「私はまだ定年まで5年あります!」と一見成功したかに見えたが、信長が「ワシは33歳にしーとこ」と申請した際、役所側が1994年に現れた信長（当時49歳）に「51歳として処理しよう。これこそ法の下の平等だ」と却下されてしまい、自ら墓穴を掘る格好になった信長は「アイデンティティーを傷つけられた」として国を訴える騒ぎを起こした。
首都移転
東京の騒がしさに嫌気が差した信長は、突如「首都移転」をぶち上げる。日本武道館で年末ジャンボ宝くじのようなルーレットを回して抽選し、的に当たったのは「京都」だった。信長は「官邸は二条城かな」と胸を躍らせていたが、矢の先端はゴムでできており、ゴムを外したら東の文字が現れ、結局は東京都に決定。信長は「東京を外しておくべきだった」とボヤいていた。
ちなみに、信長は新首都が決まったら即首都機能を移転しようとして、大量の荷物をトラックに積んで「引越しの準備」をするほどの用意周到さを見せた。
国家予算100年プラン
パソコンの便利さを知った信長はSEに国家予算作成ソフトを作らせ、大胆にも国家予算を100年分を決めるというプランをぶち上げた。東京ドームに大量のパソコンを持ち込んだものの、パソコンの熱で室内温度が急激に上がりサウナ状態になってしまう。これを見た信長は皆の身体を気遣い、秋葉原の電気街で大量のクーラーを購入し涼しんで貰おうとしたが、スイッチを入れた途端ブレーカーが落ちてパソコンが全て壊れてしまう。
国家予算投げ捨て（別名・天下一のばら撒き）
国家予算編成に悩んだ信長は閣僚に予算の使い道を問うが、防衛庁長官の柴田勝家は「防衛力強化」を主張し、農林水産大臣の徳川家康は「20兆円を農業振興費に当て、残りは全て郵貯に預金しよう」と主張するなど閣僚の意見はバラバラで、結局物別れに。予算を考えるのが面倒になった信長は国家予算を全て1万円札にして、自衛隊機から全国にばら撒く始末。秀吉は「消費の活性化につながる」と、珍しく絶賛していた。事実、国民は拾った1万円札を全て消費し経済は活性化するが、家康だけは拾った1万円札を全て利率の良い郵便貯金（現在のゆうちょ銀行）に預金しようとして、家臣に止められてしまう。
美人税創設
信長の日課は官邸あてに届けられるファンレターを見るのが楽しみだが、妹・お市あてのファンレターのつまった郵便袋に自身の郵便物が押しつぶされ、「この国は美人に対して甘すぎやしないか!」と激怒し、容姿で得をしている人間から税を得る「美人税」を法案提出した。いつもは反対に回る秀吉と家康がこの法案を支持し、反対する議員たちを論破して美人税を成立させる。
しかし、女性議員連盟による「この法案では性の指定はされていない」との指摘から、男性からの徴税も行われるようになり、自身の美貌に絶大な自信を持つ信長は「一体、ワシはいくら払ったらすむんじゃ」と泣いた。
自衛隊民営化
国家財政難により、自衛隊を独立採算制の「自営隊」と改称し、運輸ロジスティックス業務やゼネコン業務から自衛隊機のプラモデル製作まで、陸海空総員26万の自衛隊を民間企業にしてしまった。野党側から「一体、もし他国から敵が来たら、総理はどうお考えなのでしょう?」の問いかけに対し、信長は「果たしてワシが総理を務めている国に、攻め寄せてくる無謀な国がありましょうか？」と自信満々にふてぶてしく答え、翌日の新聞には「わしが安全保障だ!」と載る事となった。
山手グルグル幼稚園
山手線の電車内に幼稚園を設立し、小児運賃1日60円がこの幼稚園の安さのひ・み・つと答えた信長。閣僚一同が保育士等をやって幼児には評判が良かったものの、夜遅くまで車両内にいる幼児を残業続きで家族を省みることができなかった幼児の父達が見て反省し育児に目覚めたため、結局閉園。
ポスターには「厚生省不認可」と書かれているが、幼稚園の管轄は文部省であり、厚生省が管轄するのは保育園である。
安土城築城
陸上自衛隊がさっぽろ雪祭りに協力しているため、自衛隊の総指揮官でもある信長は自ら陸上自衛隊の4個師団をつぎ込み、さっぽろ雪祭りで隊員総出で札幌の繁華街が埋まってしまう程の実物大の安土城を築城して優勝する。
自衛隊の大規模部隊の北上を「北方領土を奪還するため」と判断したロシア側は臨戦態勢を整え、一方的に緊張状態を作って肩透かしを食らってしまう。
戦艦安土製造
安土城跡地を視察した信長は「人のうちを勝手に史跡にしおって」とボヤき、たまたま琵琶湖周遊船が航海しているのを見て、戦艦安土を建造する。お市に「武田信玄の信玄堤」の話を聞かされるが、信長は「ワシはアーティストだからな。美をもって後世に素晴らしさを伝えるのじゃ!」と聞く耳を持たなかった。
しかし、処女航海の途中で海難事故に遭い高知県沿岸で転覆。住民は「これを信長（しんちょう）堤と呼ぶきに」と感謝をしていたが、信長は木にもたれ掛るように悔し泣きをする有様だった。
電話料金無料化
公共交通機関での携帯電話の使用マナーにウンザリした挙句、静岡に住む家康との毎日の長電話で、1ヶ月の電話料金を30万円請求された信長は激怒し「電話料金の無料化」をぶち上げ、国会の審議もスムーズに通ったが、NNT（モデルはNTTが）が「184」（イヤよ）と垂れ幕をたらして応戦。結局、信長の主張に妥協したNNT側が譲歩して電話料金の無料化は成立したものの携帯電話についてはNNT側や、他の電機メーカーが「ヘッドフォン式電話」を開発し、かえって公共交通機関内の電話マナーが悪くなってしまった。
宇宙遊泳
毛利衛が宇宙観測をした事を官邸に報告したが、負けず嫌いの信長は宇宙の素晴らしさを説く毛利に反発。さらに彼を毛利家の子孫と思い込み「なんで天下のオールジャパンの覇者の織田が、毛利ごときに卑屈にならんといかんのじゃ!」と、アメリカのクリリントンに対し「宇宙に連れて行け!」と脅した揚句、ホワイトハウス前でハンストまで行った。お市がクリリントンに「あの傲慢な性格を見つめなおすいい機会」と言った事で、信長は宇宙に旅立つ。宇宙空間に出た信長は己の小ささに涙するものの、宇宙帰還後「これによってわかったのは、ワシの偉大さであります」と発言。宇宙で見せた謙虚な態度は「あれは気の迷い」と言い、結局傲慢な性格は治らなかった。
その他、法案多数。

## 書誌情報
1. 第1巻（1994年10月31日発行） ISBN 4-592-13161-4
2. 第2巻（1995年5月31日発行） ISBN 4-592-13380-3
3. 第3巻（1995年10月31日発行） ISBN 4-592-13381-1
4. 第4巻（1996年4月30日発行） ISBN 4-592-13382-X
5. 第5巻（1996年9月30日発行） ISBN 4-592-13383-8
6. 第6巻（1997年3月31日発行） ISBN 4-592-13384-6
7. 第7巻（1997年9月30日発行） ISBN 4-592-13385-4
8. 第8巻（1997年11月30日発行） ISBN 4-592-13386-2